# August Miete
August Wilhelm Miete, född 1 november 1908 i Westerkappeln, Tyskland, död 9 augusti 1987 i Osnabrück, var en tysk SS-Unterscharführer och dömd krigsförbrytare. Han var delaktig i Nazitysklands så kallade eutanasiprogram Aktion T4 och senare Operation Reinhard, kodnamnet för förintelsen av Generalguvernementets judiska befolkning. Vid den andra Treblinkarättegången 1964–1965 dömdes Miete till livstids fängelse.

## Biografi
Miete inträdde i Nationalsocialistiska tyska arbetarepartiet (NSDAP) 1940. Samma år rekryterades han till Nazitysklands ”eutanasiprogram” Aktion T4, som innebar mord på fysiskt och psykiskt funktionshindrade personer. Miete kommenderades i maj 1940 till Tötungsanstalt Grafeneck och i oktober samma år till Tötungsanstalt Hadamar, där han kremerade de mördade patienternas kroppar.
I juni 1942 förflyttades Miete till förintelselägret Treblinka inom ramen för förintelseprogrammet Operation Reinhard. Miete beskrivs som en av de värsta sadisterna i Treblinka; han fick öknamnet ”Malakh Ha-Moves” (jiddisch ”Dödsängeln”) av lägerfångarna.
Miete efterträdde Willi Mentz som chef för lägrets ”lasarett”, som var en byggnad där sjuka och gamla fångar mördades med nackskott. 
Verksamheten i Treblinka upphörde i november 1943, och lägret avvecklades. Därefter sändes Miete till norra Italien för att bekämpa partisaner. Han var även lägervakt i koncentrationslägret Risiera di San Sabba i närheten av Trieste.

### Rättegång
Miete greps 1960 i avvaktan på rättegång i Düsseldorf. År 1964 ställdes Miete och tio andra lägervakter från Treblinka inför rätta åtalade för brott mot mänskligheten. Han dömdes till livstids fängelse som medansvarig för mord på minst 300 000 personer samt personligen skyldig till mord på minst nio personer. Den 27 februari 1985 släpptes han ur fängelset.